# West Coast (région)
Cet article concerne une subdivision administrative du territoire néo-zélandais. Pour les autres significations, voir West Coast.
West Coast (/ˈwɛstˌkəʊst/, en maori de Nouvelle-Zélande : Te Tai Poutini) est une région de Nouvelle-Zélande située sur l'île du Sud. Elle comprend trois districts : Buller, Grey et Westland. Ses villes principales sont Westport, Greymouth et Hokitika.

## Nom
Quand les Néo-zélandais parlent de the Coast (« la Côte »), ils se réfèrent en général à cette région. Le gentilé des habitants de la région est alors Coasters,.
Westland est utilisé par certains pour parler de toute la côte ouest de l'île du Sud, y inclus le Fiordland, mais les habitants de la côte n'utilisent jamais ce mot de cette manière. Le Fiordland fait partie de la région de Southland.

## Géographie
La région va de la Kahurangi Point (en) au nord à la Awarua Point (en) au sud, soit une distance de 600 km. À l'ouest on trouve la mer de Tasman et à l'est les Alpes du Sud. La plupart des paysages sont plutôt accidentés, mais il y a également quelques plaines côtières.

Soleil d'hiver sur les Browning Range dans la West Coast. Juin 2020.

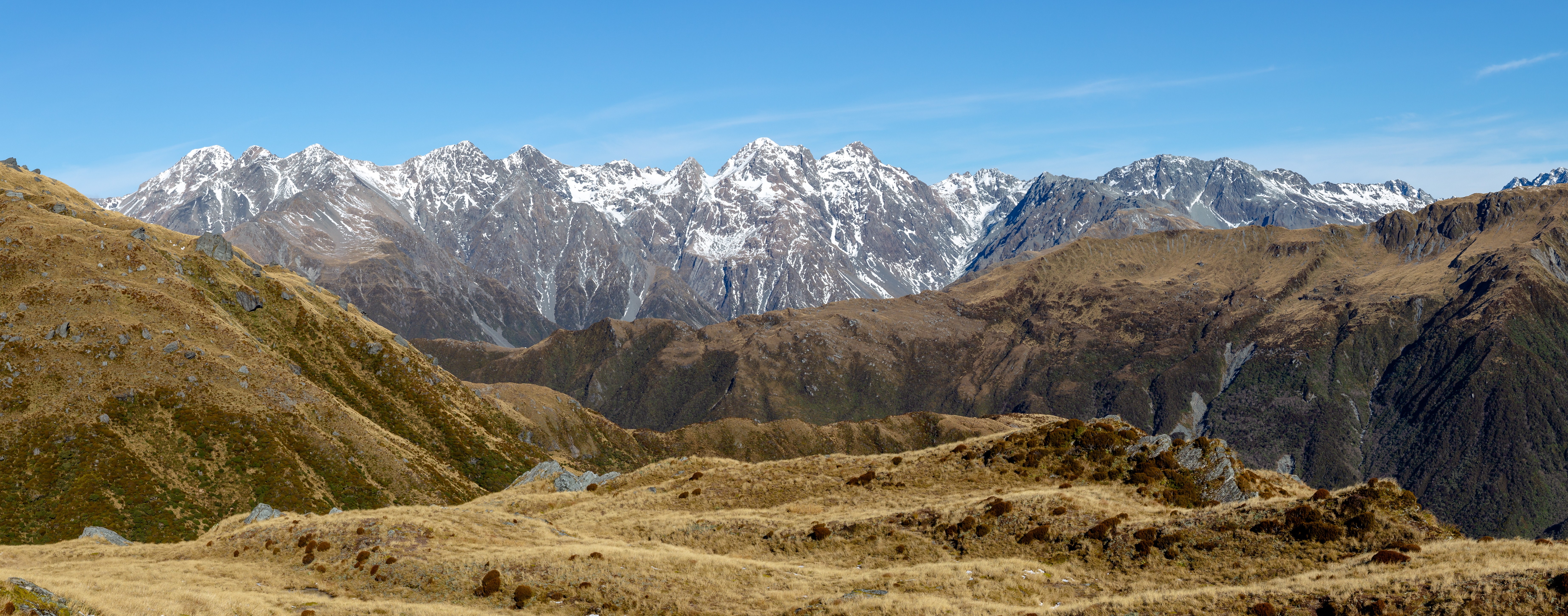
Montagnes dans le West Coast. Juin 2020.

C'est l'une des seules régions néo-zélandaises ayant encore de vastes régions boisées ; ailleurs, par exemple aux plaines de Canterbury, les forêts ont été abattues pour faire de la place pour des établissements ou l'agriculture.
Les paysages les plus connus de la West Coast sont le col de Haast, les glaciers Fox et Franz Josef, les Pancake Rocks à Punakaiki et le Heaphy Track.

## Climat
La région voit beaucoup de précipitations à cause des vents prédominants du nord-ouest et l'obstacle des Alpes du Sud ; on y voit ainsi des précipitations orographiques. Cela fait que le climat de la région de Canterbury, à l'est, de l'autre côté des montagnes, est plutôt aride.

## Histoire

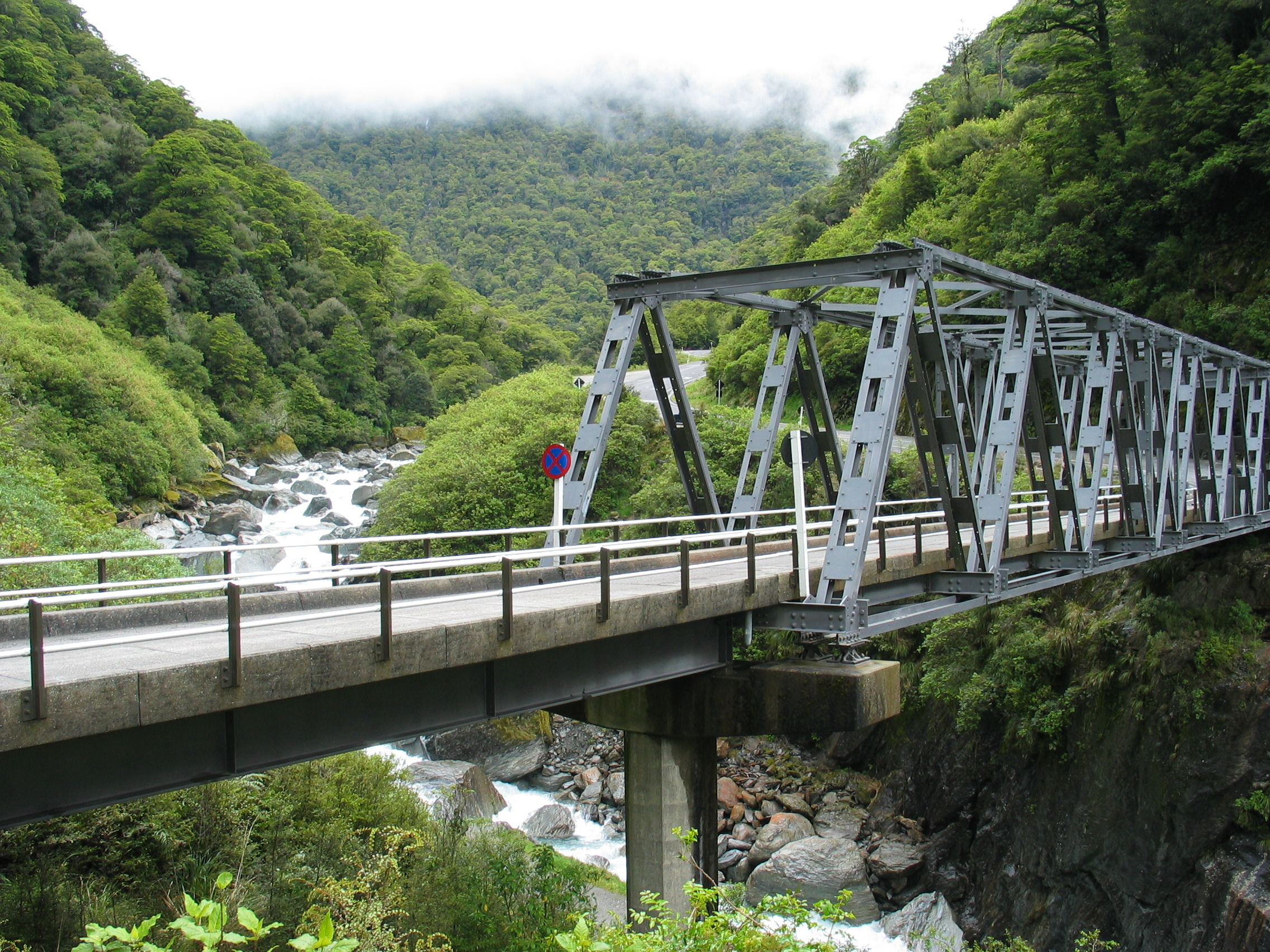
Pont au col de Haast.

Les premiers habitants furent les Māori, qui tenaient la région en haute estime pour le grand nombre de jades qu'on y trouve. Ils appelaient le jade « pounamu ». Ce mot est à l'origine du vaste site naturel du patrimoine mondial, Te Wāhipounamu, lui-même incorporant quatre parcs nationaux : Aoraki/Mount Cook, Fiordland, Mont Aspiring, et Westland Tai Poutini.
La West Coast ne fut qu'occasionnellement visité par les Européens jusqu'à la découverte d'or près du fleuve Taramakau en 1864 par les Māori Ihaia Tainui et Haimona Taukau. À la fin de l'année il y avait environ 1 800 chercheurs d'or dans la région, dont beaucoup à Hokitika, qui fut en 1866 l'établissement le plus peuplé de Nouvelle-Zélande. Okarito eut également cet honneur. Une fois la ruée vers l'or finie, les plus grands établissements perdurèrent malgré la baisse du nombre d'habitants.
Le charbon suit le jade et l'or comme minéral prisé. Des gisements furent découverts près du fleuve Buller au milieu des années 1840, mais l'industrie de son extraction ne commence vraiment à se développer que dans les années 1860. Dans les années 1880 c'était l'industrie la plus importante de la région, avec des mines éparpillés au nord, particulièrement autour de Westport. Certains continuent leur production aujourd'hui.
Ce qui est aujourd'hui la région administrative de West Coast était divisé entre les provinces:  province de Nelson (en) et de province de Canterbury (en) dès 1853, mais en 1873 la section Canterbury forma sa propre province, province de Westland (en), jusqu'à l'abolition du système provincial en 1876.

## Démographie
| Groupes ethniques                                 | Valeurs absolues | %    |
| ------------------------------------------------- | ---------------- | ---- |
| Population                                        | 32 148           | 100  |
| Ethnicité établie                                 | 30 090           | 93,6 |
| Européens                                         | 25 098           | 78,1 |
| Métis                                             | 2 376            | 7,4  |
| Maoris                                            | 1 050            | 3,3  |
| Asiatiques                                        | 573              | 1,8  |
| Océaniens non Maoris                              | 132              | 0,4  |
| Moyens-Orientaux, Latinos-Américains et Africains | 99               | 0,3  |
| Autres                                            | 762              | 2,4  |
| Ethnicité non établie                             | 2 058            | 6,4  |

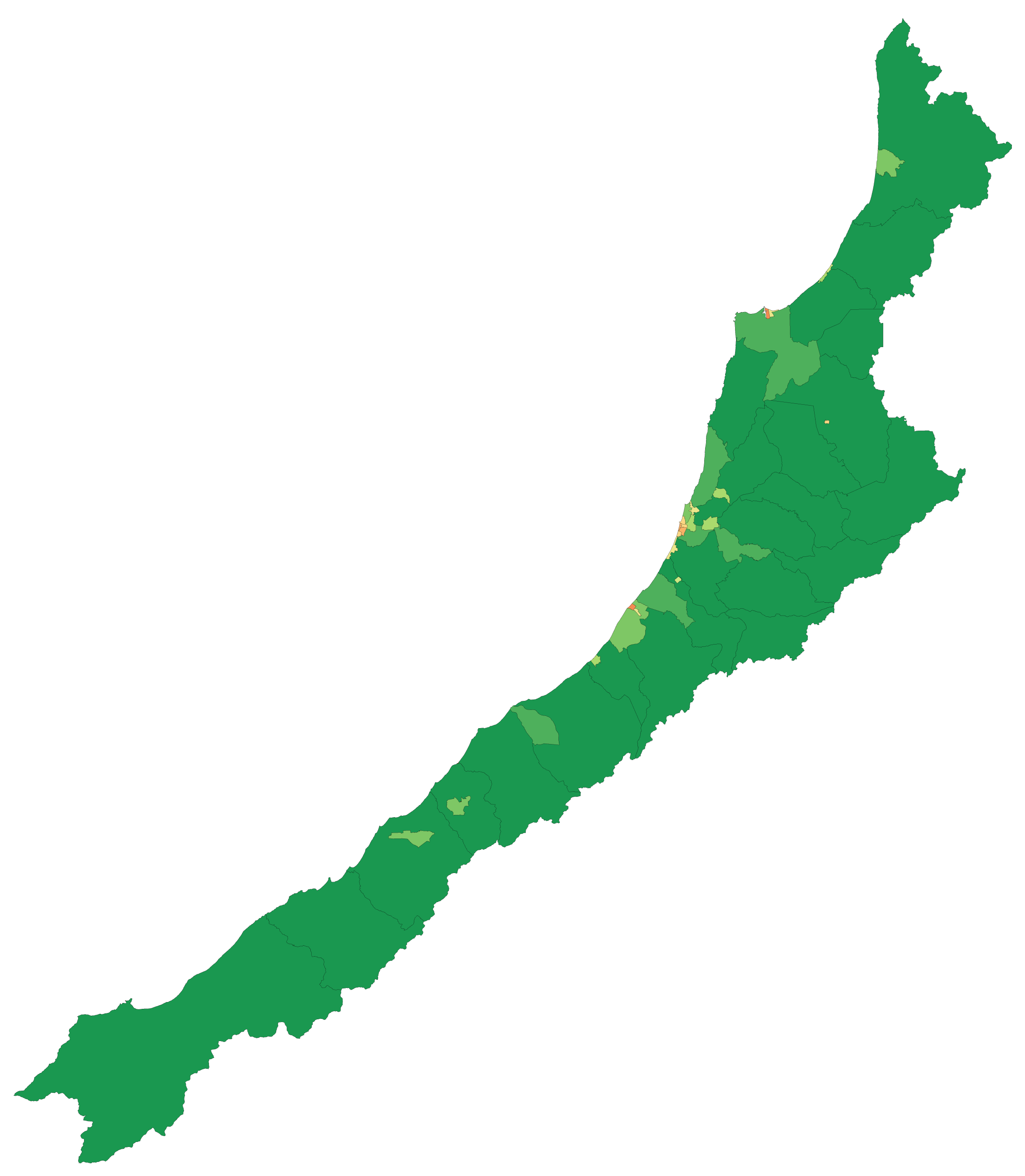
Densités de population en 2006.

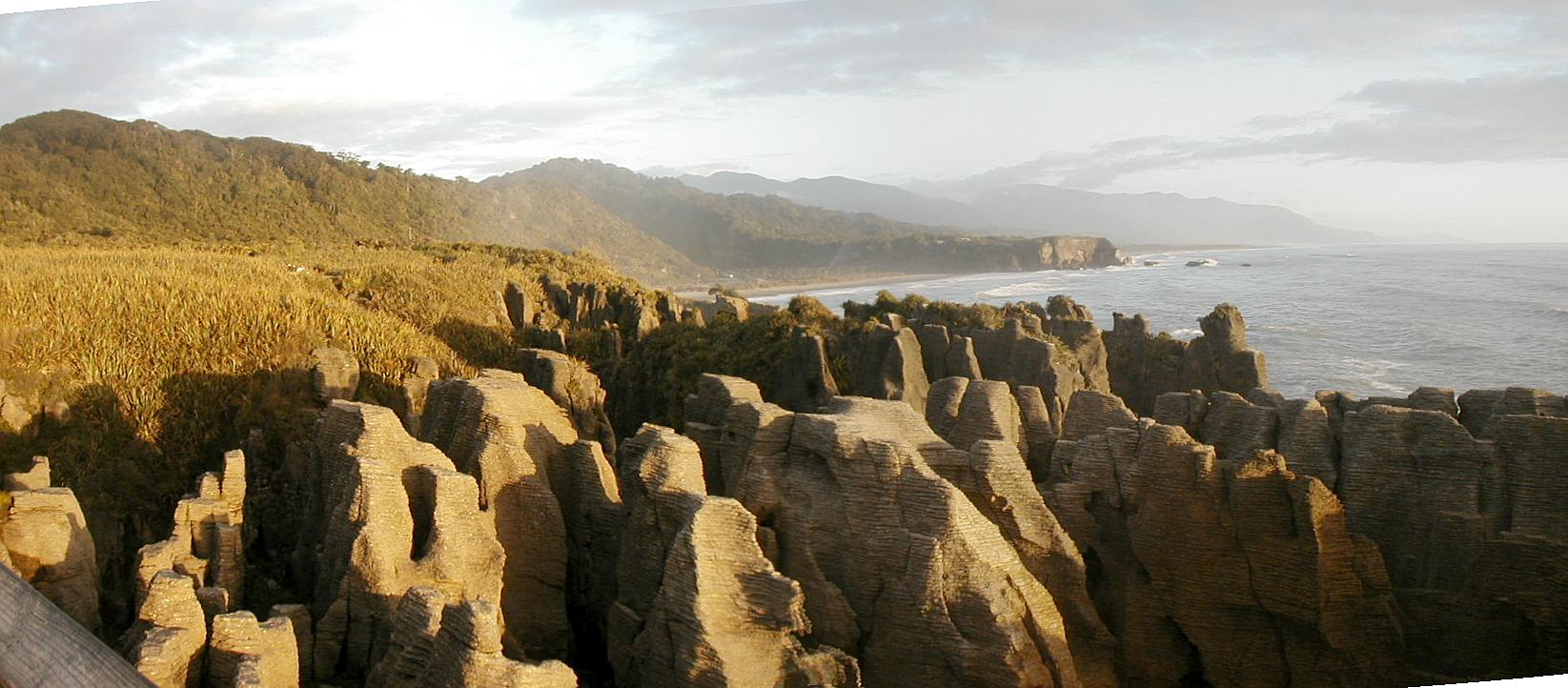
Les Pancake Rocks à Punakaiki.

La région est la moins densément peuplée des 16 régions de Nouvelle-Zélande. Le recensement de 2020 donne 32 400 habitants. Les plus grandes villes sont Greymouth, Westport et Hokitika.
Les industries les plus importantes sont l'industrie minière (or et charbon), la pêche, le tourisme, et l'agriculture. L'élevage de vaches laitières devient peu à peu plus répandu. L'industrie forestière est également importante, mais la plupart de la région est sous l'autorité de la New Zealand Department of Conservation, qui s'occupe des parcs nationaux et des forêts en général.

## Flore et faune
La West Coast abrite une faune et une flore abondante, ayant beaucoup de superficie protégée par les parcs nationaux de Te Wāhipounamu.
Elle est connue pour abriter une espèce d'oiseau endémique de la région, la grande aigrette, près de la lagune d'Okarito. Cet oiseau rare est présent sur la pièce de deux dollars néo-zélandais.